# Skite de Komarovski

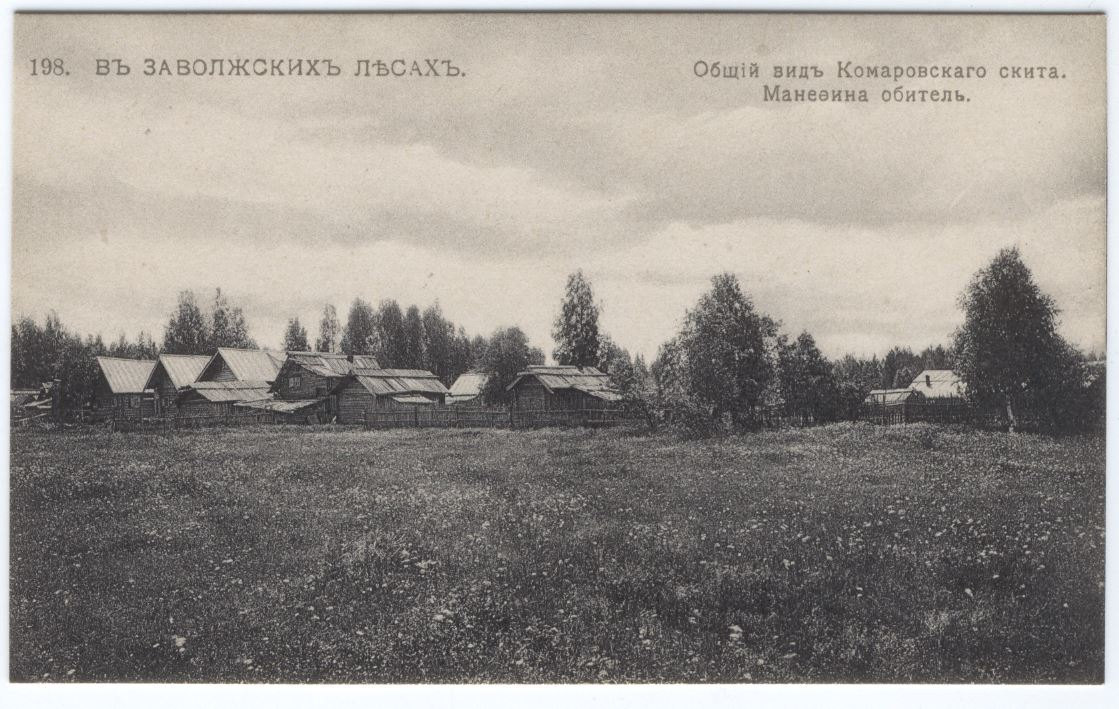
Vue générale du skite de Komarov dans les forets de Trans-Volga

Le skite de Komarovski ou skite de Komarov est un ermitage dans le gouvernement de Nijni Novgorod, situé près de la rivière Kerjenets, qui est connu grâce aux romans de Pavel Melnikov Dans les forêts et Sur la montagne, dans lesquels l'auteur décrit la vie quotidienne et les coutumes de ce skite et des orthodoxes vieux-croyants en général. Aujourd'hui, le skite est détruit et ne sont conservées que quelques tombes dans les cimetières qui font l'objet de pèlerinage de vieux-croyants venant de différentes régions de Russie,.

## Histoire de la fondation
Ce skite est fondé à la fin du XVIIe siècle-début du XVIIIe siècle par un vieux-croyant du nom de Komar arrivé de Torjok à Kerjenets. Son nom fut donné au skite. Le skite est détruit à l'époque de l'archevêque de Nijni Novgorod Pitirim en 1737. Mais après le décret du 29 janvier 1762, qui marque la cessation des poursuites contre les vieux-croyants, il a été rapidement reconstruit. 
La renommée de ce skite de Komarov date d'après les émeutes liées à l'épidémie de peste à Moscou en 1771 ainsi qu'après la création du cimetière Rogojskoïe (1771) et du cimetière de la Transfiguration (1777) à Moscou.

## Population
Parmi les ermitages de Kerjenski, le plus grand et le plus riche était celui de Komarov. À son apogée, il existait 48 maisons refuges dans lesquelles vivaient jusqu'à 2 000 personnes. Le skite avait des liens avec des vieux-croyants russes et étrangers.
Au début du XIXe siècle, il existait 35 isbas pour hommes et pour femmes, en 1826 il en restait 26, en 1853, douze, trois chapelles et deux potales ; dans le skite vivaient jusqu'à 500 moines et autant de novices. Après 1853, il n'y eut plus de skites pour hommes.  
Les isbas ont été construites par groupes et comprenaient deux niveaux. Elles étaient reliées entre elles par des enfilades. Elles disposaient d'une cour couverte, de plusieurs couloirs, d'un porche d'entrée et d'un podklet. Dans le corridor donnaient des portes menant aux cellules monastiques. Les offices liturgiques, répertoriés par le typikon pour les laïcs et les moines étaient célébrés tous les jours. 

## Liens
- (ru) По следам Мельникова Печерского (о посещении в 1990-е годы Комаровского скита)
- (ru) По старообрядческим скитам Семёновского района 26 мая 2007 года